# Gabrilovac
Gabrilovac falu Horvátországban, Eszék-Baranya megyében. Közigazgatásilag Gyurgyenováchoz tartozik.

## Fekvése
Eszéktől légvonalban 47, közúton 56 km-re nyugatra, Nekcsétől légvonalban 5, közúton 6 km-re északra, községközpontjától 1 km-re délkeletre,  a Szlavóniai-síkságon, az Eszékről Varasdra menő vasútvonaltól északra fekszik.

## Története
A település a második világháború után keletkezett Gyurgyenovác délkeleti határrészén, amikor az ország különböző részeiről horvát és szerb családokat telepítettek ide. Lakosságát 1948-ban számlálták meg először önállóan, amikor 128-an lakták. 1991-ben lakosságának 65%-a horvát, 25%-a szerb nemzetiségű volt. 2011-ben 63 lakosa volt.

## Lakossága
| Lakosság változása | Lakosság változása | Lakosság változása | Lakosság változása | Lakosság változása | Lakosság változása | Lakosság változása | Lakosság változása | Lakosság változása | Lakosság változása | Lakosság változása | Lakosság változása | Lakosság változása | Lakosság változása | Lakosság változása | Lakosság változása |
| ------------------ | ------------------ | ------------------ | ------------------ | ------------------ | ------------------ | ------------------ | ------------------ | ------------------ | ------------------ | ------------------ | ------------------ | ------------------ | ------------------ | ------------------ | ------------------ |
| 1857               | 1869               | 1880               | 1890               | 1900               | 1910               | 1921               | 1931               | 1948               | 1953               | 1961               | 1971               | 1981               | 1991               | 2001               | 2011               |
| 0                  | 0                  | 0                  | 0                  | 0                  | 0                  | 0                  | 0                  | 128                | 142                | 177                | 145                | 128                | 109                | 95                 | 63                 |